# Ledia Dushi
Ledia Dushi (ur. w 1978 w Szkodrze) – albańska poetka i dziennikarka.

## Życiorys
Po ukończeniu szkoły średniej w Szkodrze, studiowała literaturę i język albański, a następnie podjęła studia doktoranckie z zakresu etnologii. Po studiach rozpoczęła pracę jako dziennikarka, a także w wydziale kultury urzędu miasta w Szkodrze. W 2016 obroniła pracę doktorską z etnologii w Akademii Studiów Albanologicznych i podjęła wykłady na Uniwersytecie Europejskim w Tiranie.
Zaczęła pisać wiersze mając 13 lat, ale pierwszy tomik opublikowała 6 lat później. Pisze utwory poetyckie w dialekcie szkodrańskim. Jest jedną z najbardziej znanych poetek młodego pokolenia, które zadebiutowały w latach 90. W 1998 została wyróżniona nagrodą ministra kultury Srebrne Pióro dla najlepszej poetki albańskiej.
Tłumaczyła na język albański dzieła Gabriele D’Annunzio, Carlosa Ruiza Zafóna, Jorge Luisa Borgesa, Jane Austen, Umberto Eco, Cesare Pavese i Sandro Veronesiego.

## Poezja
- 1997: Ave Maria bahet lot (Ave Maria doprowadzona do płaczu), Tirana.
- 1999: Seancë dimnash (Zimowy seans), Szkodra.
- 2000: Tempo di pioggia (po włosku, Deszczowa aura), Prisztina.
- 2003: Askush nuk vdes për mue (Nikt dla mnie nie umiera), Tetowo.
- 2009: Me mujt me fjet'...me kthimin e shpendve, Tirana.
- 2009: Vdekja m'shtihet burrë : lirika, përzgjedhje, Skopje
- 2019: N'nji fije t'thellë gjaku : poezi, Tirana
- 2020: Femna s`asht njeri (Kobieta nie jest człowiekiem), Tirana

## Tłumaczenia polskie
- Łagodność natury, Zielona woda, Różnię się, Róża, Płacze we mnie dziecko, [w:] Nie jest za późno na miłość. Antologia poezji albańskiej XX wieku, przeł. M. Saneja, Sejny 2005.